# MonoPorNO

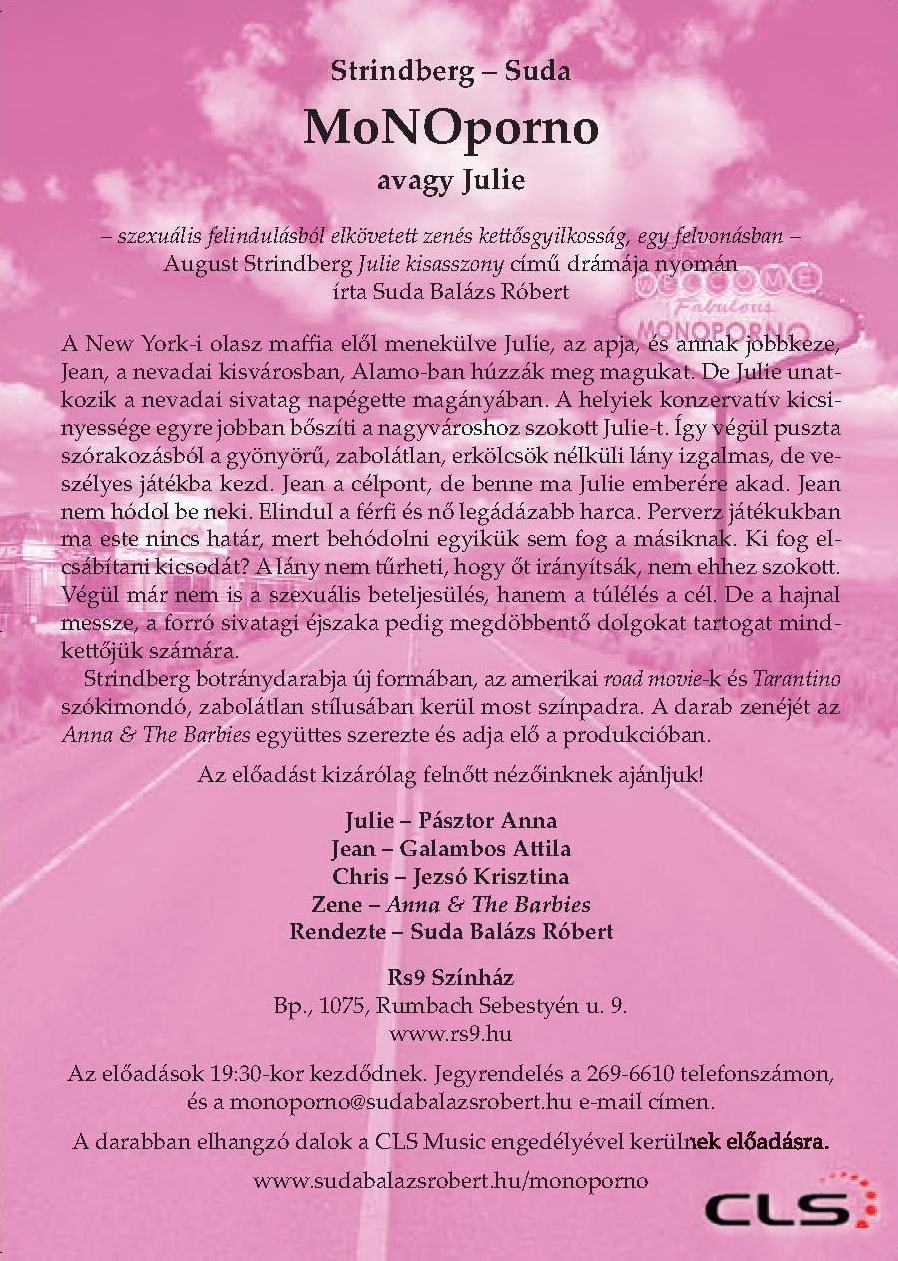
Az előadás szórólapjának hátsó oldala

A MonoPorNO avagy Julie (szexuális felindulásból elkövetett zenés kettősgyilkosság, egy felvonásban) August Strindberg 1888-ban írott Julie Kisasszony (Fröken Julie) című drámájának átdolgozása. A premierre az RS9 Színházban került sor 2008. december 20-án. A mű írója és rendezője Suda Balázs Róbert, aki 2004-ben mutatta be, szintén az RS9 színházban, FISZ-díjas nő-drámáját (Átkozott Tehenek címmel), amelynek gondolati folytatása ez a produkció, de míg ott a fókuszban az önszántukból, vagy válásuk miatt egyedül maradó nők harcai álltak, itt már a kiteljesedett, önálló feminista nőeszmény áll, aki képes érvényesülni minden körülmények között ebben a világban, és képes győzni a férfi felett.
A szerepeket Pásztor Anna, Galambos Attila és Jezsó Krisztina keltette életre. A darabban elhangzó dalokat az Anna and the Barbies együttes adta elő. Saját számaikat játszották a Medallion lemezükről.

## A mű

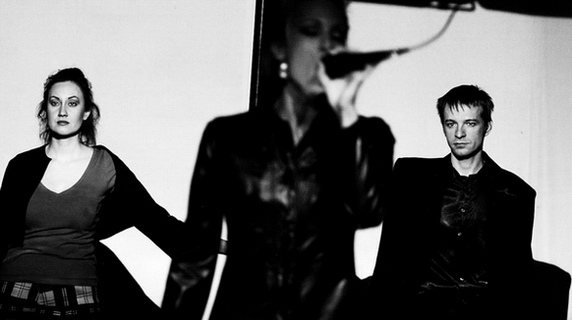
Az előadás szereplői: Jezsó Krisztina, Pásztor Anna és Galambos Attila

### A szereplők

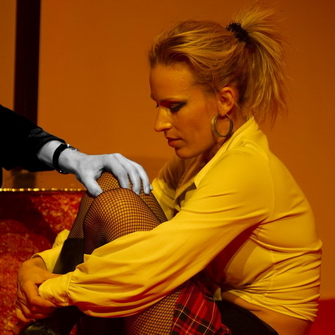
Julie (Pásztor Anna)

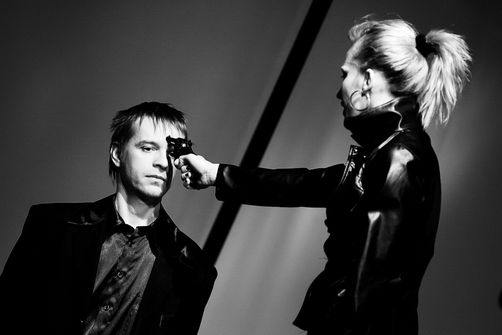
Galambos Attila és Pásztor Anna

A darabnak három szereplője van, akik nagyon kemények, mert egy arizonai bárban, a maffiaharcok kellős közepén élnek. Ők Julie, a tulaj lánya (Pásztor Anna), Jean, a tulaj védence, egy aljas selyemfiú (Galambos Attila) és Chris, a felszolgálólány, Jean nője (Jezsó Krisztina), és rohadtul szenvednek. Ők ezt hol rusztikusabban fejezik ki, hol létértelmezési filozofálgatásba csapnak át, majd még jobban szenvednek. Julie és Jean dialógusaiból az derül ki, hogy csalárdul ott akarják hagyni a csehót, mert nem boldogok, feldereng a tengerparti jachtkölcsönző nyitásának álma, majd alá-fölérendeltségi harcba keverednek szexuális felhangokkal, amely során kiderül, hogy Jeannak merevedési problémái vannak, aztán képbe kerül a tulaj pénze, majd előkerül egy pisztoly, ami el is sül, és két szereplő meghal.

### A történet
A jelen feldolgozás az alig 400 lelket számláló Alamo nevű település, egy út menti mulatójában, valahol a nevadai sivatag közepén játszódik. A legközelebbi nagyváros a 100 kilométerre fekvő Las Vegas.
A helyiek zömében az áthaladó kamionforgalomból és a közelben lévő, hírhedtté vált 51-es katonai körzet vélt UFO észleléseiből élnek. Furcsa hely ez. Kies, száraz, forró és néma. Nem sok szórakozása akad az itt élőknek, vagy az ide menekülőknek.
Julie és apja, az egykori New York-i gengszter, erre a helyre menekül ellenségei elől. Az apa egyik hibát a másikra halmozva, először elszúrja az egyik közös üzletet az olaszokkal, majd meglopja azokat, hogy helyre állítsa anyagi helyzetüket. Csakhogy a rabolt zsákmány valami elképesztő értékű, olyan, amit még remélni sem mertek. Ezzel megválthatják szabadságukat, életüket az őket üldözőktől.
Rejtőzködésük idején az apa és leghűségesebb embere, Jean, úgy döntött, hogy megvásárolják Alamo határában az egyik lerobbant bárt, és virágzó kamionpihenővé alakítják. Az ételen, italon kívül – mint jól tudták – csak a gyors és olcsó szex, amire a megfáradt sofőr jobban vágyik. A kis üzlet hamar virágzásnak indul a helyiek nem kis bosszúságára. Azok a helybéli lányok, akik ki akartak innen törni és a nagyvárosba akartak költözni, ide jöttek dolgozni, hogy megkeressék a pénzt az útra. Julie halálosan unatkozik. Az egyetlen lehetősége a nagyváros forgatagához szokott lánynak a szórakozásra, ha bevágja magát az apjától kapott méregdrága sportautóba és 100 kilométert autózva, leugrik Las Vegasba. Julie utálja, hogy őt csak a gazdag apuka kislányaként kezelik. Jean utálja, hogy az egykori gengszter szolgájának tartják. Julie magányos. Az apja állandóan úton van, hogy nyélbe üsse a nagy üzletet. Jean nem hagyhatja el a mulatót, hisz ő felel annak vezetésért. Senki sem nézi jó szemmel a gazdag lány kiruccanásait, amelyek egyre vadabb módon végződnek. Egyik este részegen, egy fiúval érkezik haza, akire nem is emlékszik, pedig alig egy órával korábban, ment hozzá feleségül Vegasban. Az apa tajtékzik, a lány – mikor magához tér –, maga kergeti el a fiatalembert. Ezután fogyatkoznak a Vegas-i kiruccanások. Julie a bárban keres magának szórakozást. Hogy az apját, és a karót nyelt segédjét, Jeant bosszantsa éjszakáról éjszakára a sztriptíz bárban köt ki és vetkőzik, vagy magából kikelve énekel hajnalig. Az apa újra elutazik. Közel a megoldás, a New York-i olaszok másnap jönnek a táskáért. Megválthatják a szabadságukat. Csak senki nem számol Julie-val. Julie pedig nem számol Jeannal, aki közel sem olyan nyámnyila, mint azelőtt gondolta. A forró nyári éjszaka, az alkohol, a régóta rejtett szexuális vágy és a tőlük alig egy szobányira az elzárt eszméletlen vagyon összehozza a két fiatalt. A kérdés már csak az, hogy képesek lesznek-e győzni önmaguk felett, mert ha nem akkor egymást kell legyőzniük, ugyanis ha eljön a hajnal, nem lesz több lehetőségük.

### A zene
Az előadásban elhangzó zenék az Anna and the Barbies együttes – 2008-ban megjelent – Medallion című lemezéről valóak. Az előadások során az együttes adta elő azokat.

## Kritikák, visszhangok
- „Kis költségvetés, rengeteg kreativitás, szenvedélyes színészi játék, erős atmoszférateremtés, és sok érzés – mindez megtalálható a színpadra írt egyórás Strindberg darabban.”[15]
- „Igen zavarbaejtő produkció az RS9 Színházban látható MoNOporno avagy Julie című elvileg Strindberg-darab (valójában inkább a „társszerzőként” feltüntetett Suda Balázs Róbert munkáját illeti a minősítés).”[2]